# Avondale, Louisiana
Avondale är en ort i Jefferson Parish i delstaten Louisiana, USA.